# 努里斯坦省
努里斯坦省（د نورستان ولايت），或譯努尔斯坦省，位於阿富汗東北，與巴格蘭省、卡比薩省、庫納爾省、拉格曼省、潘傑希爾省等省份及巴基斯坦相鄰。该省正式成立于2001年，辖有6个县。行政中心位于塔林科特市。该省人口约为30万人，主要为紐里斯坦人，使用紐里斯坦语等语言。以前该地区被周边的穆斯林居民称为“卡菲尔斯坦”（即異教徒的土地）。紐里斯坦人一度保留着古老的传统信仰，一直未随周边民族改信伊斯兰教。但到了近代，该地区的主要居民紐里斯坦人被周边的穆斯林王公贵族所征服，失去了独立，异教徒紐里斯坦人被迫大规模改信伊斯兰教。而少数未加入伊斯兰教的紐里斯坦人逃到了巴基斯坦。该地区因而改称“紐里斯坦”（即光明的土地）。

## 行政区划

努尔斯坦省行政区划

努尔斯坦省辖有Barg-i Matal、Du ab、Kamdesh、Mandol、Parun、Wama、Waygal等8个县。